# 動物の創造
『動物の創造』（どうぶつのそうぞう、伊: Creazione degli animali, 英: Creation of the Animals）は、ルネサンス期のイタリアのヴェネツィア派の巨匠ティントレットが1550年から1553年に制作した絵画である。油彩。主題は『旧約聖書』「創世記」で語られている動物たちの創造からとられている。ヴェネツィアのサンティッシマ・トリニタ同信会館（Scuola della Santissima Trinità）のために制作された5点の「創世記」の連作の1つである。現在はヴェネツィアのアカデミア美術館に所蔵されている。

## 主題

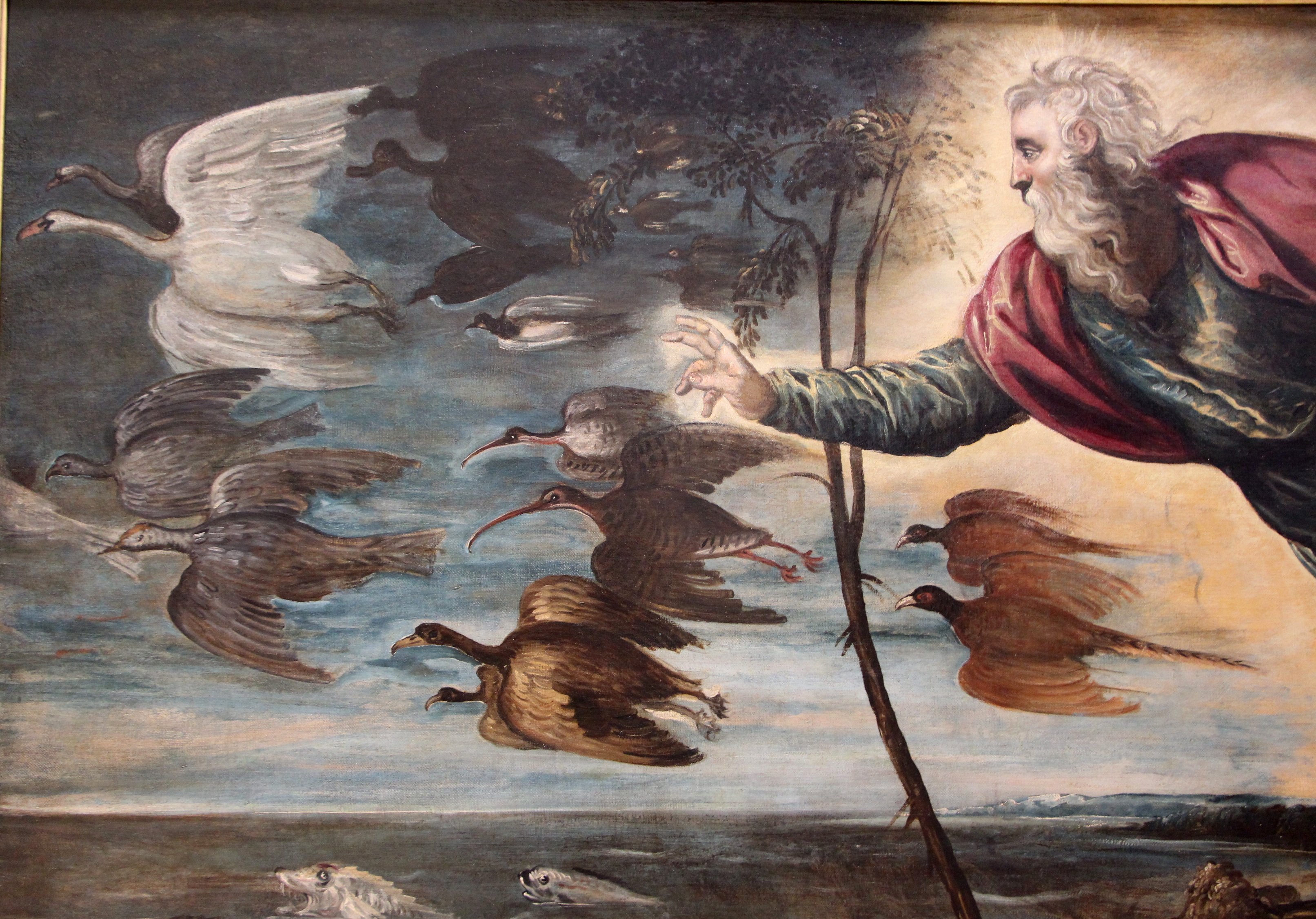
ディテール。創造された鳥たち。

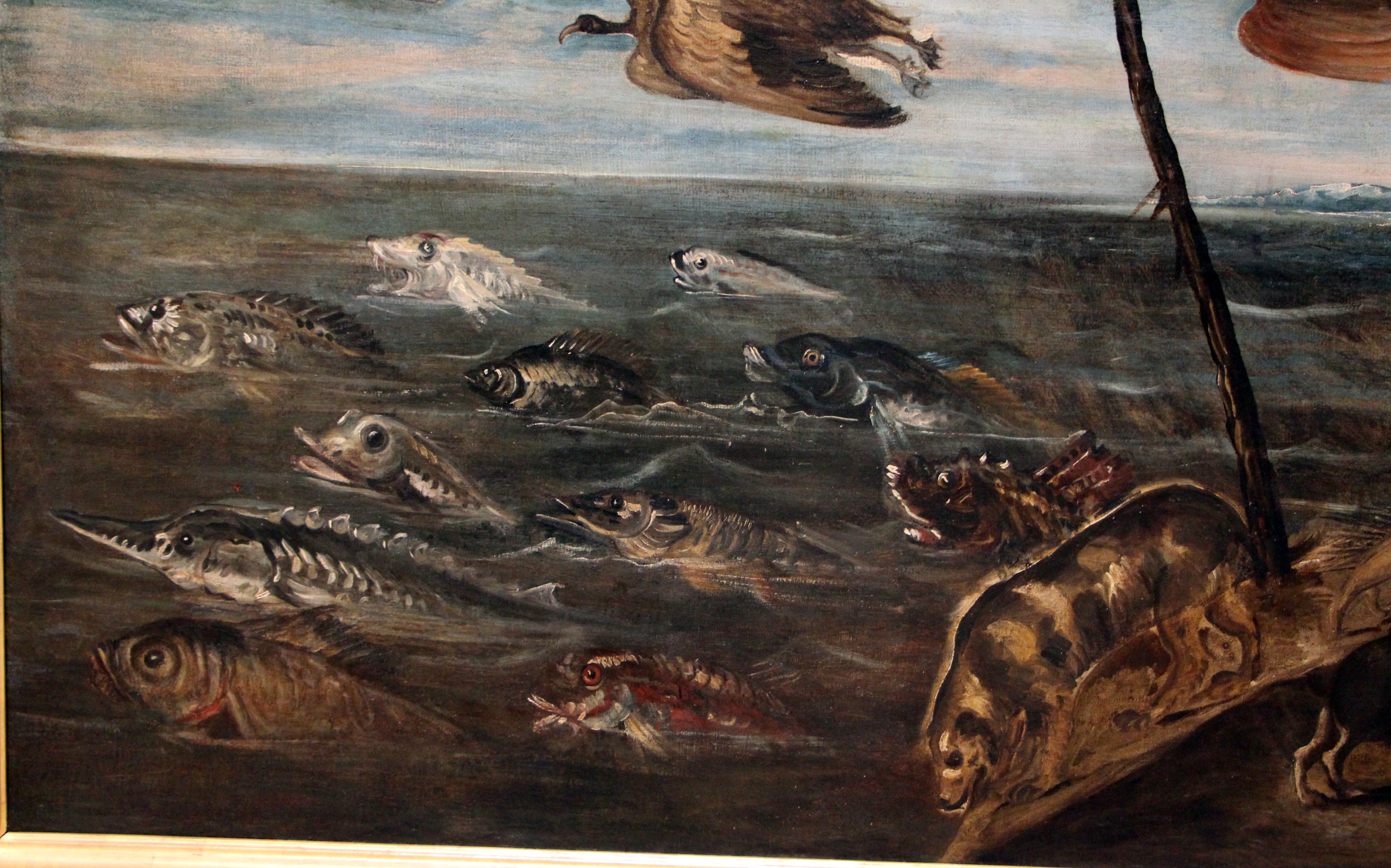
ディテール。創造された魚たち。

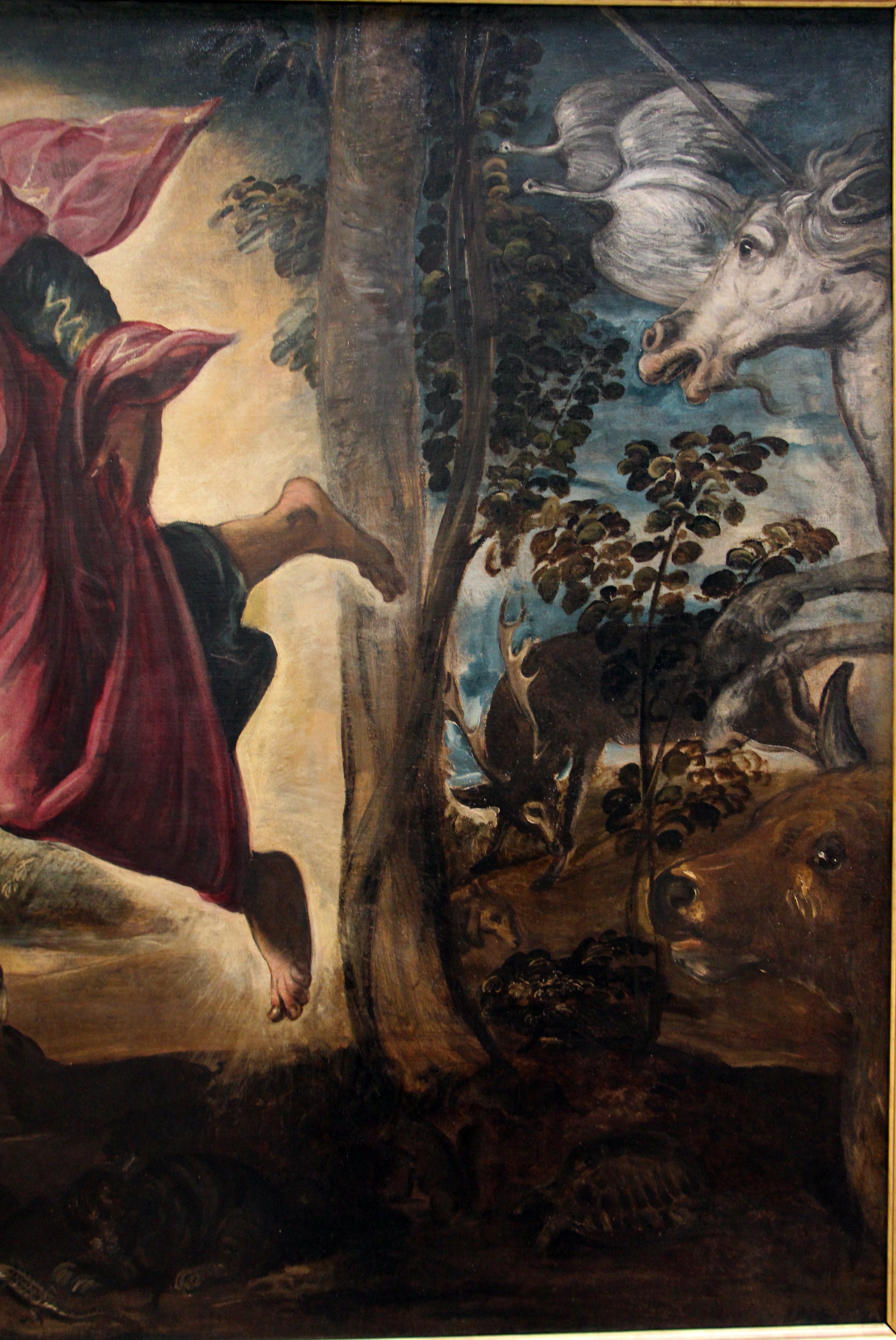
ディテール。創造された大型の獣たち。空想上の動物の一角獣の姿もある。

「創世記」によると、神は天地創造の第5日目に水中で生きる大小様々な生き物と、大空を飛ぶ鳥たちを種類に従って創造した。それらを見た神は満足して祝福した。続く第6日目、今度は地上に生きるあらゆる生物と獣たち、および家畜となる獣たちを種類に従って創造した。さらに神はこれまで創造した生き物を支配する存在として、人を自分の姿に似せて創造し、人の食べる物として植物を創造した。

## 制作経緯
サンティッシマ・トリニタ同信会館はヴェネツィアの税関庁舎に本部を置くドイツ騎士団によって設立された。同信会は1547年にフランチェスコ・トルビドに同信会館のアルベルゴの間（Sala dell'Albergo）を装飾するための絵画を発注した。1550年9月にこの発注を引き継いだティントレットは「創世記」をもとに5点の連作、『動物の創造』（Creation of the Animals）、『イヴの創造』（The Creation of Eve）、『父なる神の前のアダムとイヴ』（Adam and Eve before God the Father）、『誘惑されるアダムとイヴ』（The Temptation of Adam and Eve）、『アベルの殺害』（The Murder of Abel）を制作した。

## 作品
絵画は神と神によって創造された動物たちを描いている。神は宙に浮かんだ輝く姿で描かれている。天地創造の第5日目に創造された生き物のうち、鳥類はつがいで青い空を埋め尽くすかように飛び、魚類は海上に姿を現すかように泳いでいる。陸地では天地創造の第6日目に創造されたウサギやヤマアラシ、シカといった大小様々な動物がいる。小動物は水辺を中心に描かれ、大型の動物は画面右端に描かれている。その中には幻想的な動物である一角獣の姿もある。多くの生き物は神が右手を伸ばす方向に移動するように描かれていることは、これらの創造が一連のものであることを示している。陸地には樹木もまた描かれており、その中の海岸に生えるの細木は宙に浮かぶ神の力を受けてしなやかにたわんでいる。

## 来歴
本作品に関する最初の言及はフィレンツェの美術評論家ラファエロ・ボルギーニによってである（1584年）。その後絵画を所蔵するサンティッシマ・トリニタ同信会館は移転することになった。すなわち1629年から1630年にかけてイタリア全土で猛威を振るったペストによって人口の約3分の1を失ったヴェネツィアは、いくつかの教会を建設したのち、聖母マリアに捧げられたサンタ・マリア・デッラ・サルーテ聖堂の建設を決定した。この建設のために同信会館は取り壊され、近隣に再建された。その後、カルロ・リドルフィ（1648年）、マルティニオーニ（Martinioni, 1663年）によって言及されたが、1805年のプレスブルクの和約によってヴェネツィアがナポレオン支配下のイタリア王国に併合されると、政府の命令で多くの教会、修道院、同信会が廃絶された。このとき同信会も廃絶され、それに伴いティントレットの連作は解体されて他所に移された。こうして連作のうち『誘惑されるアダムとイヴ』と『アベルの殺害』は1812年に、『動物の創造』は1828年に、アカデミア美術館に収蔵された。『イヴの創造』はおそらく盗難ないし紛失によって現存せず、『父なる神の前のアダムとイヴ』は断片のみウフィツィ美術館に現存している。

## ギャラリー

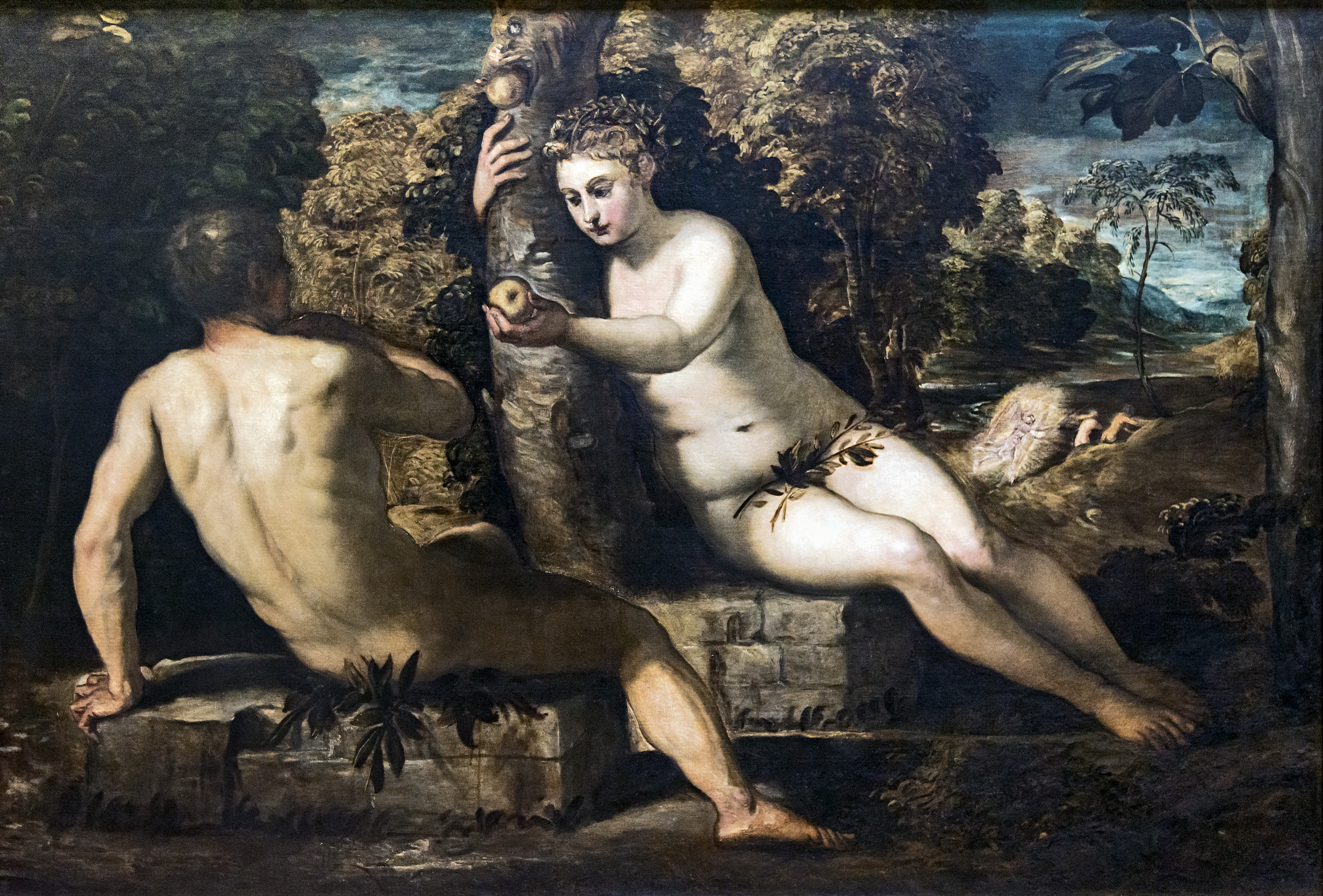
『誘惑されるアダムとイヴ』 アカデミア美術館所蔵
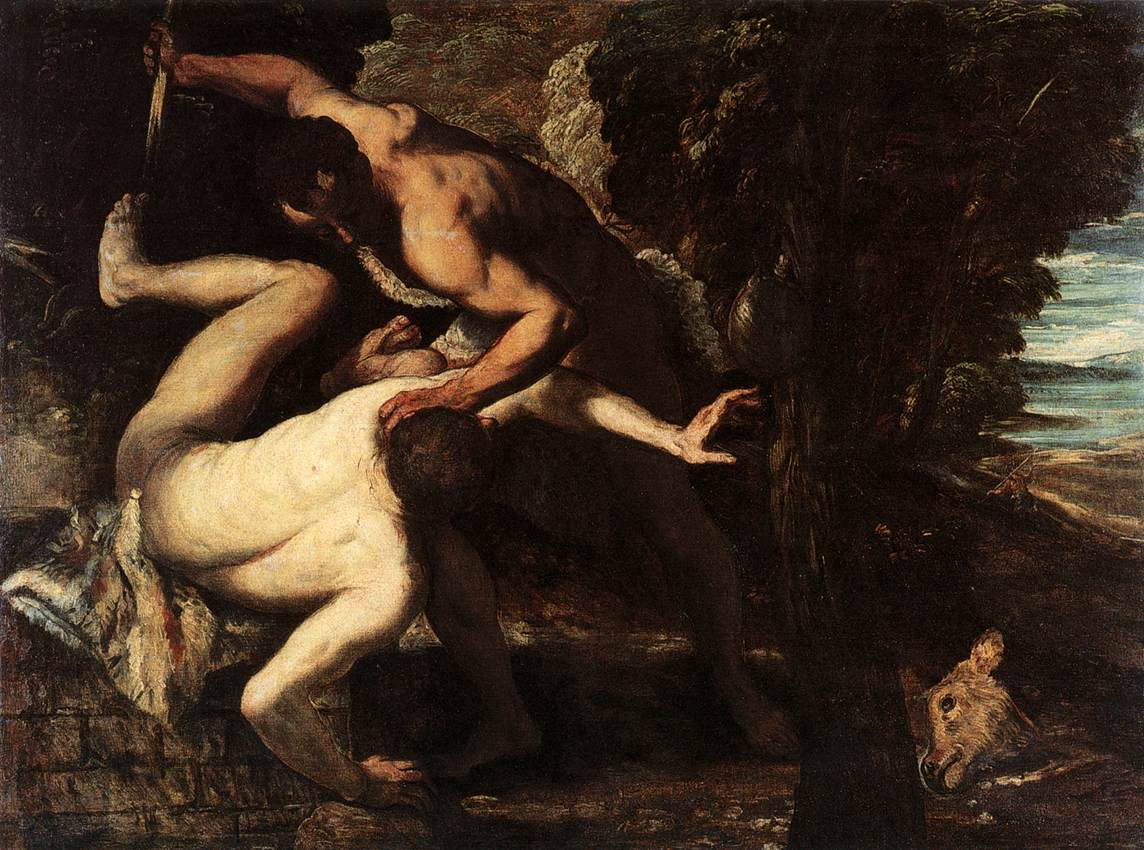
『アベルの殺害』 アカデミア美術館所蔵